# Pui Tak Center
Le Pui Tak Center (en français « centre Pui Tak » ; anciennement connu sous le nom de On Leong Merchants Association Building) est un bâtiment situé au 2216 South Wentworth Avenue, dans le quartier chinois de Chinatown à Chicago, dans l'État de l'Illinois, aux États-Unis.
Conçu par les architectes Christian S. Michaelsen et Sigurd A. Rognstad, le bâtiment a été construit en 1927 pour l'Association des marchands chinois appelée « On Leong » (en forme longue On Leong Chinese Merchants Association) et a ouvert ses portes en 1928. L'association l'a utilisé comme centre d'assistance aux immigrants chinois et l'édifice était informellement appelé « l'hôtel de ville de Chinatown ». Il abritait également la chambre de commerce du quartier.
Le bâtiment a été acheté par l'Église de l'Union Chrétienne Chinoise pour 1,4 million de dollars et a été rebaptisé le « Centre Pui Tak » en 1993. La même année, l'édifice a été désigné Chicago Landmark (CL) par la Commission on Chicago Landmarks de la ville de Chicago. L'église a dépensé 1 million de dollars provenant essentiellement des dons communautaires pour rénover et remettre en état l'intérieur du bâtiment. Le nouveau centre désormais appelé Pui Tak Center propose maintenant divers programmes religieux, communautaires et éducatifs, tels que les cours d'anglais en langue seconde.

## Histoire

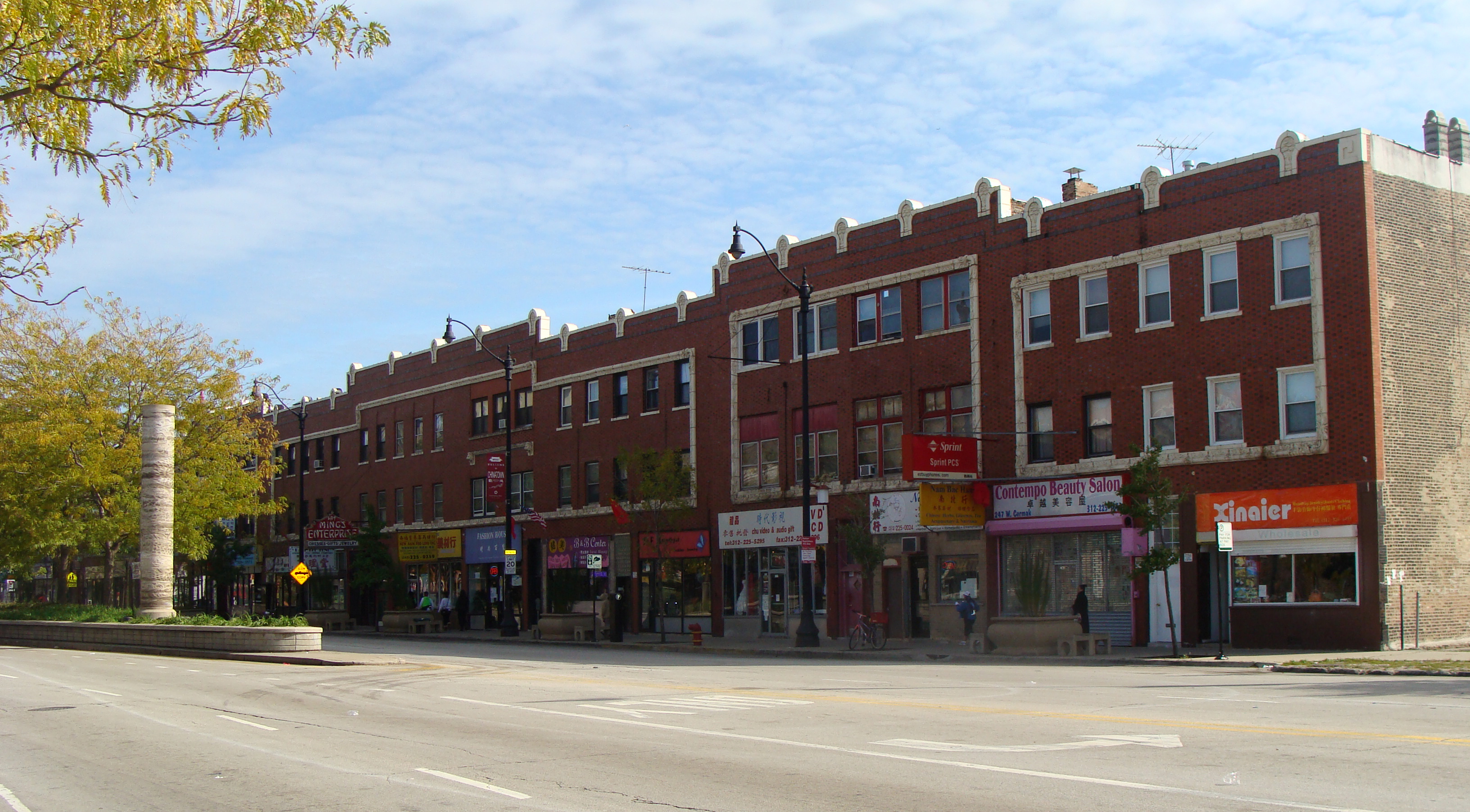
Le bâtiment d'origine, construit en 1912 pour accueillir l'Association des marchands chinois de On Leong.

En 1912, les entreprises chinoises commencèrent à déménager du secteur financier du Loop vers le secteur d'Armour Square, au sud-ouest, où se trouve le quartier de Chinatown. L'Association des marchands chinois de On Leong sollicita le titulaire et l'ancien procureur de l'État de l'Illinois, Jacob J. Kern, afin qu'il embauche l'architecte H.J. Swanson pour concevoir un bâtiment suffisamment grand pour abriter environ 15 commerces, 30 appartements et des bureaux. Construit en 1912 pour la somme de 200 000 dollars, la conception du bâtiment était assez typique de l'époque. Cependant, il présentait des garnitures de carreaux blancs ornés de dragons chinois et un balcon au troisième étage. En 1914, l'Association déménagea ses bureaux au troisième étage du bâtiment.
Dans les années 1920, les dirigeants de la communauté chinoise obtinrent un bail de 50 ans sur les propriétés dans le quartier chinois nouvellement développé. Jim Moy, directeur de l'association, décida par la suite qu'un bâtiment plus représentatif du style architectural chinois devait être construit au centre du quartier comme signe de la présence de la communauté chinoise dans la région. Les architectes de Chicago d'origine allemande Christian S. Michaelsen et Sigurd A. Rognstad dessinèrent les plans de conception de l'édifice et les travaux commencèrent au printemps de l'année 1926.
Aujourd'hui, l'église utilise le nouveau Pui Tak Center pour accueillir des programmes religieux, communautaires et éducatifs tels que les cours d'alphabétisation familiale, les programmes de musique, les cours d'informatique et les activités de jeunesse, les cours de langue anglaise comme langue seconde (le programme le plus prisé du Centre). Les immigrants chinois récents peuvent également visiter le Centre pour obtenir de l'aide dans leurs besoins quotidiens. Le budget d'exploitation annuel du Pui Tak Center est d'environ 1,5 million de dollars. Il est partiellement financé par des subventions publiques, des associations locales et des dons privés.

## Architecture

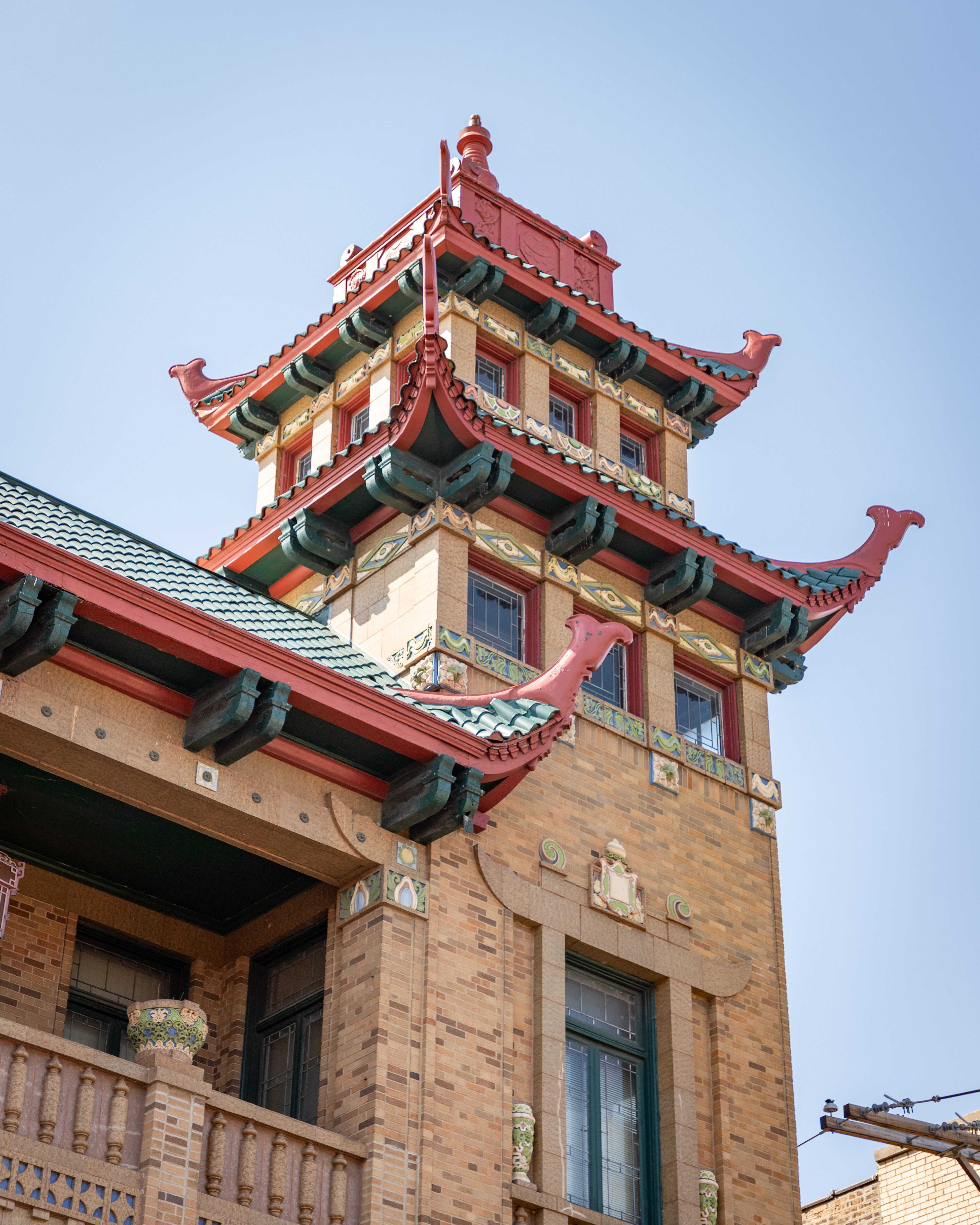
Les tours du bâtiment sont de style pagode.

Après avoir étudié différentes approches de l'architecture chinoise,, le projet final des architectes Michaelsen et Rognstad devint un exemple de l'orientalisme, c'est-à-dire l'interprétation par un architecte occidental des formes architecturales chinoises.
Pour remplacer la céramique émaillée que l'on trouve généralement dans l'architecture chinoise traditionnelle (à l'époque des dynasties Ming et Qing essentiellement), Rognstad a conçu des ornements et des sculptures extérieures en Teco, un type de terre cuite produit par l'American Terra Cotta Company de Crystal Lake (Illinois), et par l'utilisation de la céramique architecturale. Les deux poivrières (ou tourelles), situées de chaque côté du bâtiment, sont dotées d'un toit à pagode (voir photo ci-contre).
Le 1er décembre 1993, après un vote par voix unanime du conseil municipal de Chicago, la Commission on Chicago Landmarks désigna le Pui Tak Center en tant que Chicago Landmark, le premier bâtiment du quartier à être protégé au titre des monuments historiques de la ville de Chicago. À ce jour, il s'agit encore du seul bâtiment de Chinatown à être protégé à ce titre. Il a été décrit comme le « symbole le plus important de Chicago sur l'héritage culturel de la communauté chinoise ». La même année, l'Église de l'Union Chrétienne Chinoise a acheté le bâtiment pour 1,4 million de dollars.

## Rénovation et restoration

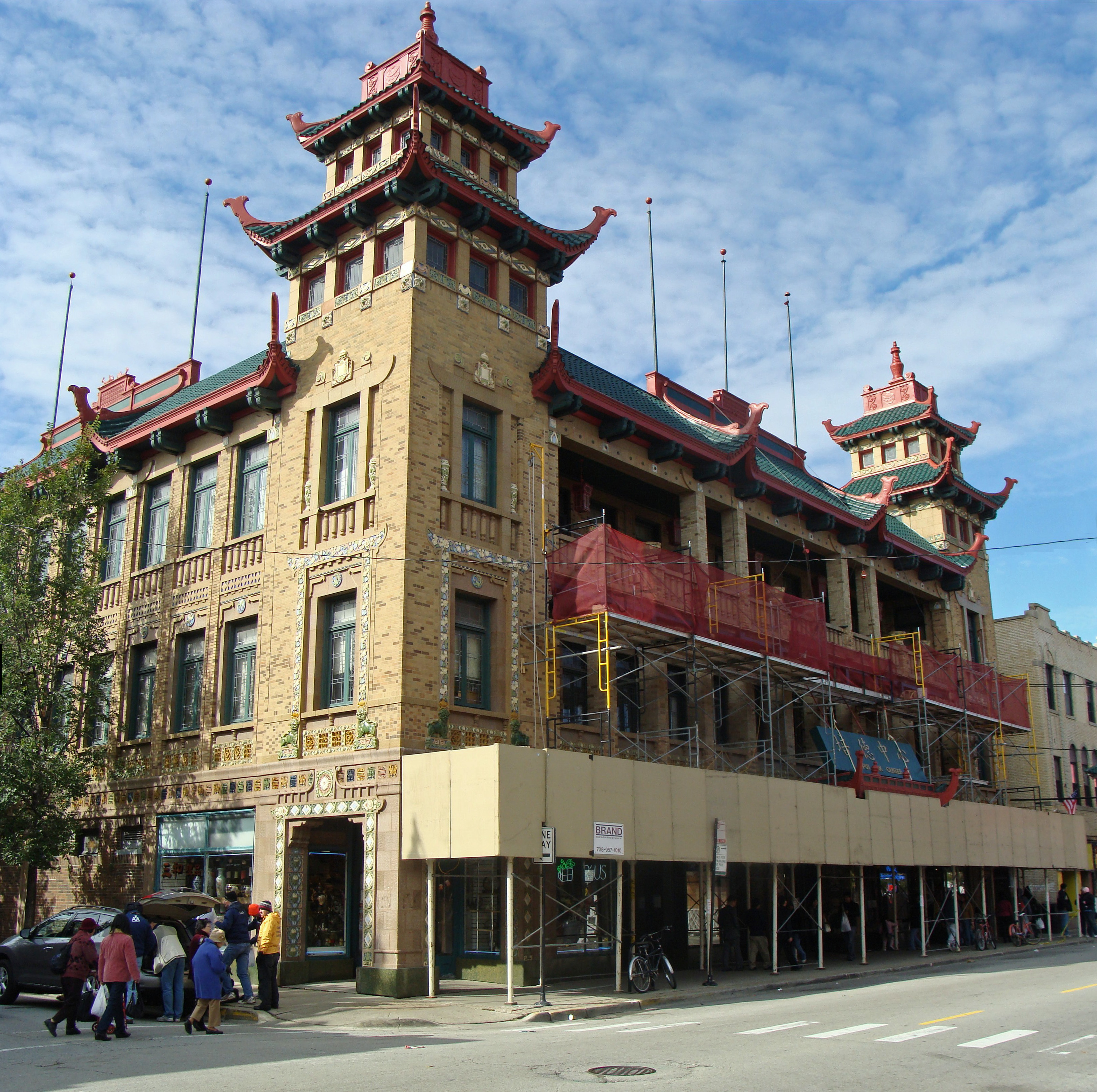
Rénovation du bâtiment.

À la suite du rachat du bâtiment en 1993, l'Église de l'Union Chrétienne Chinoise a dépensé environ 1 million de dollars provenant principalement de dons communautaires pour apporter d'importantes restorations aux ornements décoratifs, à la fois à l'intérieur et à l'extérieur du bâtiment. En effet, depuis plusieurs années le Pui Tak Center commençait à se dégrader. À l'intérieur de l'édifice les peintures murales s'écaillaient, le plâtre tombait et le système d'éclairage dysfonctionnait. Tous les systèmes du bâtiment liés au chauffage et à l'eau ont été remplacés. Les rénovations ont été achevées en 1995 et l'Église de l'Union Chrétienne Chinoise a ouvert ses portes en novembre.
En 2007, le Pui Tak Center a obtenu une subvention de 100 000 dollars de la part de l'association Partners in Preservation, un programme parrainé par American Express et la National Trust for Historic Preservation (NTHP). Durant la préparation des travaux de réhabilitation et de restauration, Wiss, Janney, Elstner Associates, un cabinet composé d'architectes, d'ingénieurs et de spécialistes en science des matériaux, a procédé à une évaluation du coût pour les façades orientales et méridionales du bâtiment, en se concentrant principalement sur ses portions en terre cuite sculptées. Les travaux de restauration ont commencé au printemps 2009 et se sont achevés début 2010. La restauration complète des pièces extérieures en terre cuite et des tuiles en terre cuite est la première étape d'un plan de rafraîchissement à long terme pour un coût total de 2 millions de dollars.

## Galerie d'images

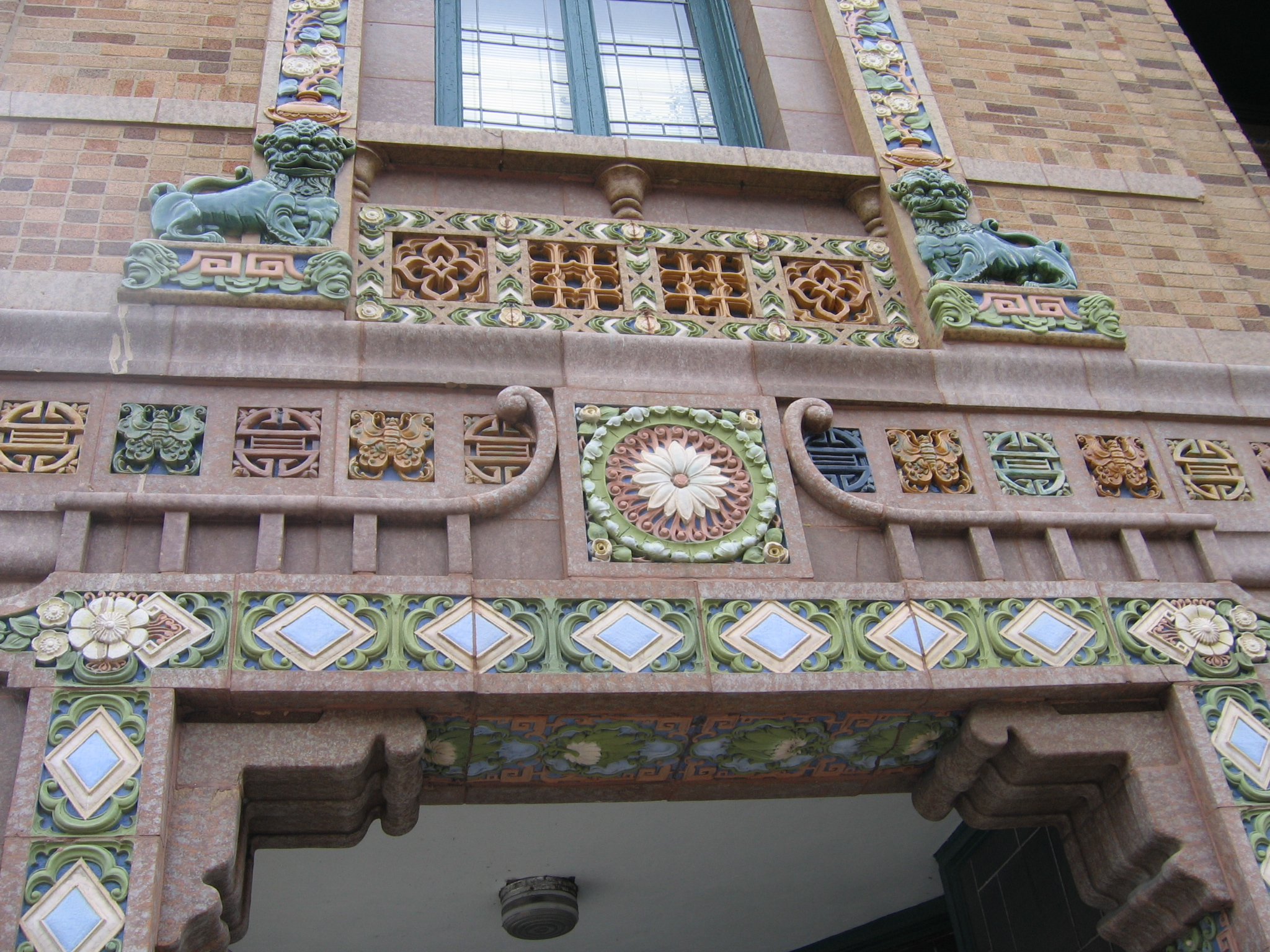
Ornementations sur la façade.
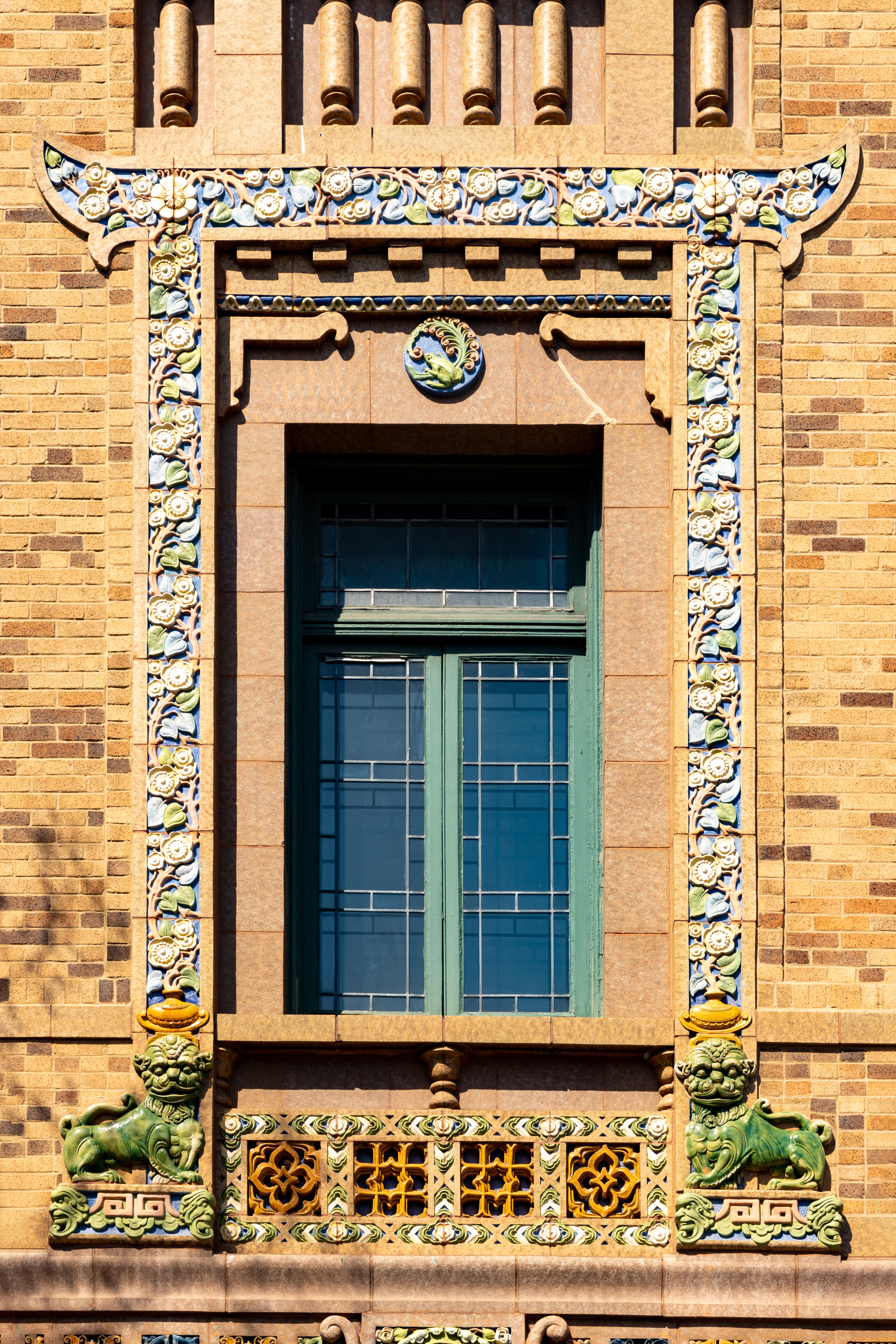
Détails fenêtres.
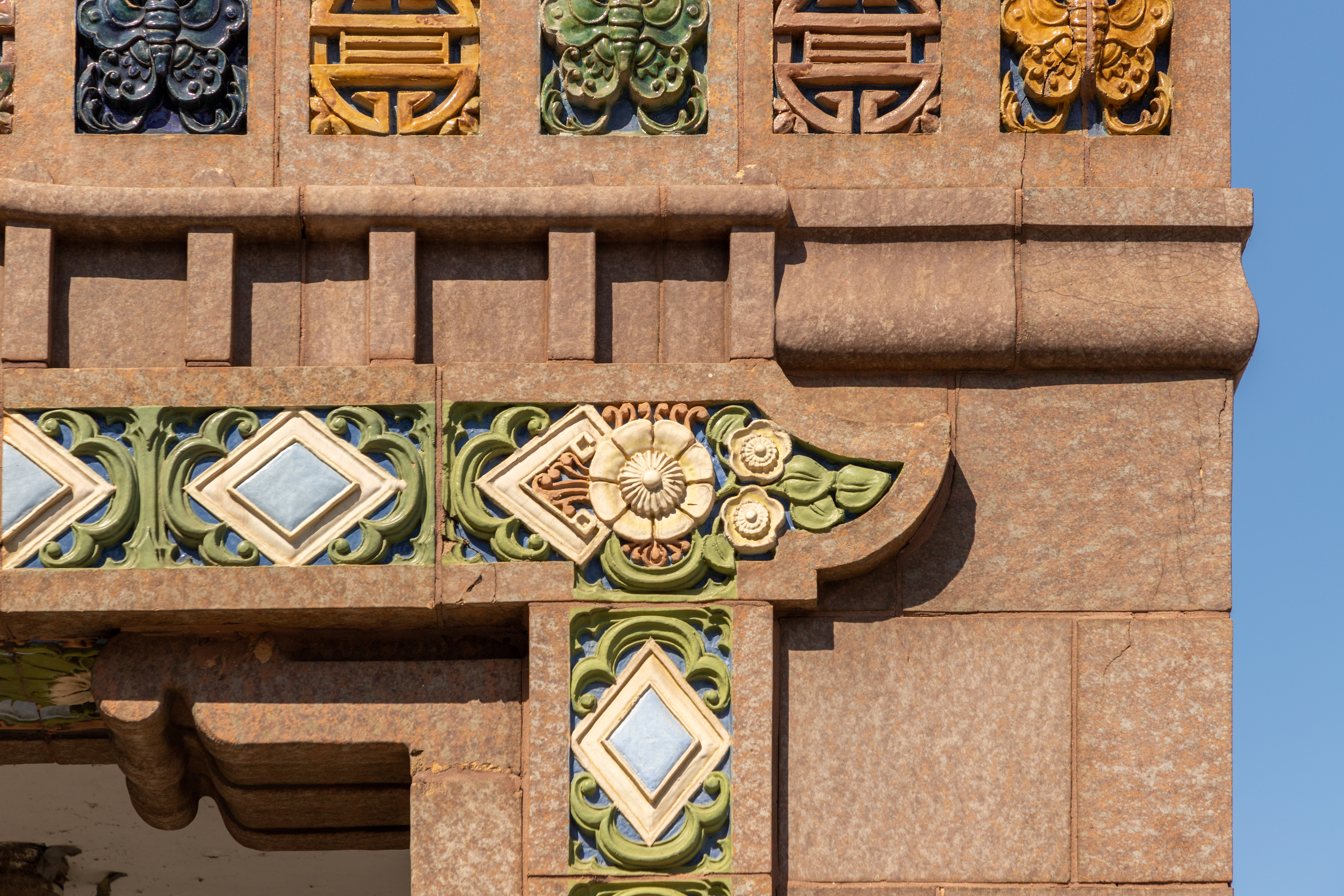
Détails sculptures en terre cuite.
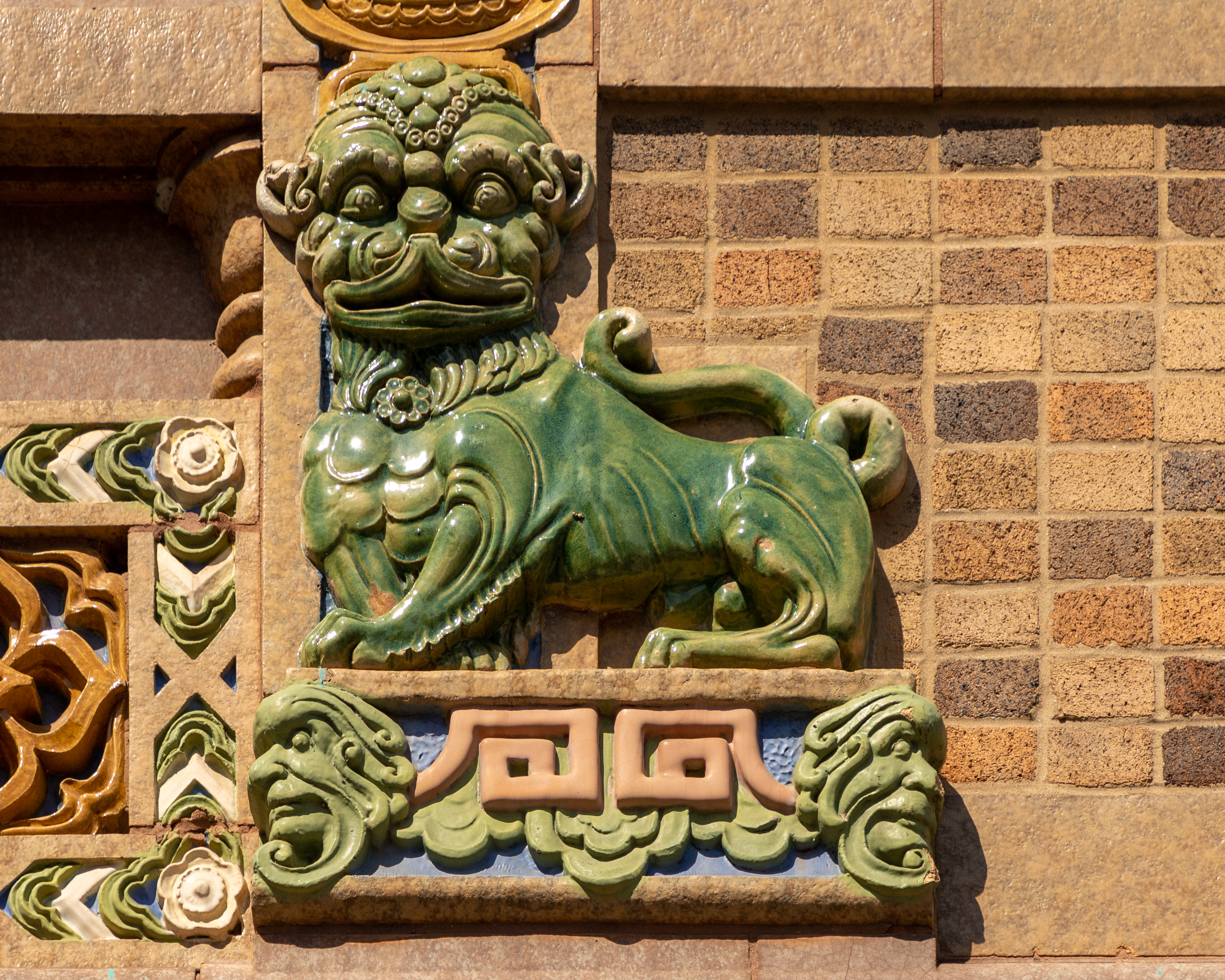
Détails sculptures.
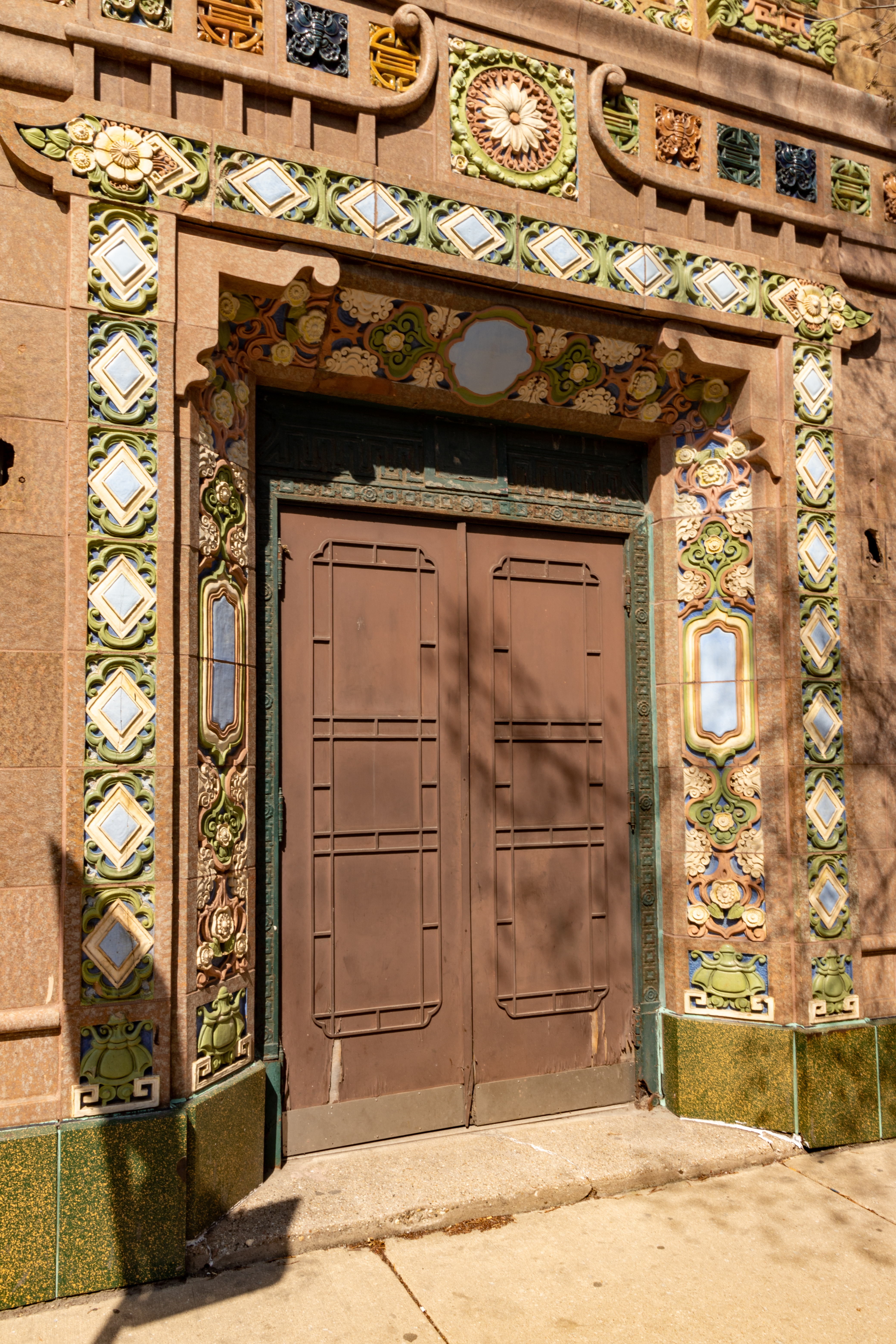
Détails ornements.